# Монітори класу Temes
Монітори класу Temes входили до складу Військово-морського флоту Австро-Угорщини і були розроблені на основі досвіду експлуатації моніторів класу Maros та моніторів класу Körös. Два однотипні монітори "Temes" і "Bodrog" назвали на честь річок Тиміш та Бодрог. Їх заклали в корабельні Schönichen & Hartmann Будапешту 1902 і спустили на воду 1904 року. На відміну від раніше спущених на воду моніторів вони були озброєні 120 мм гаубицею окрім двох 120 мм гармат, двох 47 мм гармат, кулеметів.
Бойові дії Першої світової війни розпочались о 2.00 29 липня 1914 з обстрілу Белграду річковими моніторами Temes, Bodrog, Számos.

## Історія
Монітор "Temes" на ріці Сава вже 23 серпня 1914 підірвався на міні і затонув, втративши 31 членів екіпажу вбитими і 10 пораненими. У березні 1916 його підняли і до половини 1917 модифікували, замінивши гаубицю двома 90 мм гарматами у баштах по осі монітору. Він знаходився на Дунаї і наприкінці війни був відведений до Будапешту, звідки його перевели до Белграду , де у ВМФ Югославії його перейменували на "Дрина". Після Паризької конференції монітор змусили передати Румунії, де перейменували на "Ardeal". На нього встановили нові 120 мм гармати компанії "Шкода". Він брав участь у війні проти СРСР. Після капітуляції Румунії потрапив до Дунайської флотилії СРСР і названий "Бердянськ". 
Монітор "Bodrog" застосовували у боях проти Сербії (1914-1915), Румунії. У січні-червні 1918 знаходився на теренах України (Одеса, Миколаїв, Херсон). Після завершення війни був переданий Югославії і перейменований на "Сава". Після початку війни у квітні 1940 затоплений власним екіпажем неподалік Белграду. Був піднятий і прийнятий до флоту Хорватії. Влітку 1944 затоплений власним екіпажем. Був піднятий і знаходився у флоті Югославії у 1952 - 1962-х роках. У 2015 корпус монітора викуплений Міністерством оборони Сербії. Корабель планують реставрувати та перетворити на музей. 